# یواس‌اس ال‌اس‌تی-۹۰۴
یواس‌اس ال‌اس‌تی-۹۰۴ (به انگلیسی: USS LST-904) یک کشتی بود که طول آن ۳۲۸ فوت (۱۰۰ متر) بود. این کشتی در سال ۱۹۴۴ ساخته شد.